# Antonio Sanseverino
Antonio Sanseverino (Napoli, 1477 – Roma, 17 agosto 1543) è stato un cardinale e arcivescovo cattolico italiano.

## Biografia
Nacque a Napoli nel 1477 da Giovanni Antonio Sanseverino, patrizio napoletano, e Enrichetta Carafa.
Fu religioso dell'ordine degli Ospitalieri di San Giovanni di Gerusalemme. Papa Giulio III lo elevò al rango di cardinale nel concistoro del 21 novembre 1527, con il titolo di Santa Susanna. Nell'agosto del 1528 fu nominato arcivescovo di Taranto, carica che mantenne fino al decesso.
Dal 1530 al 1531 fu camerlengo del Sacro Collegio. Partecipò al conclave del 1534 che elesse papa Paolo III.
Morì il 17 agosto 1543 e la sua salma fu inumata nella chiesa della Trinità dei Monti in Roma.

## Genealogia episcopale e successione apostolica
La genealogia episcopale è:
- Cardinale Guillaume d'Estouteville, O.S.B.Clun.
- Papa Sisto IV
- Papa Giulio II
- Cardinale Raffaele Riario
- Papa Leone X
- Papa Clemente VII
- Cardinale Antonio Sanseverino, O.S.Io.Hieros.

La successione apostolica è:
- Cardinale Giovanni Michele Saraceni (1536)

## Ascendenza
|                                           |                                                    |                                           | Genitori                                        |  |  | Nonni |  |  | Bisnonni                                  |  |  | Trisnonni                                |  |
|                                           |                                                    |                                           |                                                 |  |  |       |  |  | Antonio Sanseverino, II duca di San Marco |  |  | Ruggero Sanseverino, I duca di San Marco |  |
|                                           |                                                    |                                           |                                                 |  |  |       |  |  | Antonio Sanseverino, II duca di San Marco |  |  | Ruggero Sanseverino, I duca di San Marco |  |
|                                           |                                                    | Covella Ruffo, contessa di Altomonte      |                                                 |  |  |       |  |  | Antonio Sanseverino, II duca di San Marco |  |  |                                          |  |
| Luca Sanseverino, I principe di Bisignano |                                                    |                                           |                                                 |  |  |       |  |  | Antonio Sanseverino, II duca di San Marco |  |  |                                          |  |
|                                           |                                                    | Giovannella "Cella" Orsini del Balzo      | Raimondo Orsini del Balzo, principe di Taranto  |  |  |       |  |  |                                           |  |  |                                          |  |
|                                           |                                                    | Giovannella "Cella" Orsini del Balzo      | Raimondo Orsini del Balzo, principe di Taranto  |  |  |       |  |  |                                           |  |  |                                          |  |
|                                           |                                                    | Giovannella "Cella" Orsini del Balzo      | …                                               |  |  |       |  |  |                                           |  |  |                                          |  |
| Giovanni Antonio Sanseverino              |                                                    | Giovannella "Cella" Orsini del Balzo      |                                                 |  |  |       |  |  |                                           |  |  |                                          |  |
|                                           |                                                    | Niccolò Ruffo, I marchese di Crotone      | Antonello Ruffo, V conte di Cantanzaro          |  |  |       |  |  |                                           |  |  |                                          |  |
|                                           |                                                    | Niccolò Ruffo, I marchese di Crotone      | Antonello Ruffo, V conte di Cantanzaro          |  |  |       |  |  |                                           |  |  |                                          |  |
|                                           |                                                    | Niccolò Ruffo, I marchese di Crotone      | Giovanna Buondelmonti                           |  |  |       |  |  |                                           |  |  |                                          |  |
| Gozzolina Ruffo                           |                                                    | Niccolò Ruffo, I marchese di Crotone      |                                                 |  |  |       |  |  |                                           |  |  |                                          |  |
|                                           |                                                    | Marguerite de Poitiers                    | Louis III de Poitiers, signore di Saint-Vallier |  |  |       |  |  |                                           |  |  |                                          |  |
|                                           |                                                    | Marguerite de Poitiers                    | Louis III de Poitiers, signore di Saint-Vallier |  |  |       |  |  |                                           |  |  |                                          |  |
|                                           |                                                    | Marguerite de Poitiers                    | Catherine de Giac                               |  |  |       |  |  |                                           |  |  |                                          |  |
| Antonio Sanseverino                       |                                                    | Marguerite de Poitiers                    |                                                 |  |  |       |  |  |                                           |  |  |                                          |  |
|                                           | Antonio "Malizia" Carafa, signore di Pescolanciano | Giovanni Carafa                           |                                                 |  |  |       |  |  |                                           |  |  |                                          |  |
|                                           | Antonio "Malizia" Carafa, signore di Pescolanciano | Giovanni Carafa                           |                                                 |  |  |       |  |  |                                           |  |  |                                          |  |
|                                           | Antonio "Malizia" Carafa, signore di Pescolanciano | Mariella Mariscalco                       |                                                 |  |  |       |  |  |                                           |  |  |                                          |  |
| Antonio Carafa                            | Antonio "Malizia" Carafa, signore di Pescolanciano |                                           |                                                 |  |  |       |  |  |                                           |  |  |                                          |  |
|                                           |                                                    | Caterina "Brisa" Farafalla                | …                                               |  |  |       |  |  |                                           |  |  |                                          |  |
|                                           |                                                    | Caterina "Brisa" Farafalla                | …                                               |  |  |       |  |  |                                           |  |  |                                          |  |
|                                           |                                                    | Caterina "Brisa" Farafalla                | …                                               |  |  |       |  |  |                                           |  |  |                                          |  |
| Enrichetta Carafa                         |                                                    | Caterina "Brisa" Farafalla                |                                                 |  |  |       |  |  |                                           |  |  |                                          |  |
|                                           |                                                    | Marino Boffa, conte di Alife              | …                                               |  |  |       |  |  |                                           |  |  |                                          |  |
|                                           |                                                    | Marino Boffa, conte di Alife              | …                                               |  |  |       |  |  |                                           |  |  |                                          |  |
|                                           |                                                    | Marino Boffa, conte di Alife              | …                                               |  |  |       |  |  |                                           |  |  |                                          |  |
| Vannella Boffa                            |                                                    | Marino Boffa, conte di Alife              |                                                 |  |  |       |  |  |                                           |  |  |                                          |  |
|                                           |                                                    | Giovannella Stendardo, signora di Arienzo | Giannotto Stendardo, signore di Arienzo         |  |  |       |  |  |                                           |  |  |                                          |  |
|                                           |                                                    | Giovannella Stendardo, signora di Arienzo | Giannotto Stendardo, signore di Arienzo         |  |  |       |  |  |                                           |  |  |                                          |  |
|                                           |                                                    | Giovannella Stendardo, signora di Arienzo | …                                               |  |  |       |  |  |                                           |  |  |                                          |  |
|                                           |                                                    | Giovannella Stendardo, signora di Arienzo |                                                 |  |  |       |  |  |                                           |  |  |                                          |  |